# Архитектура Древнего Египта

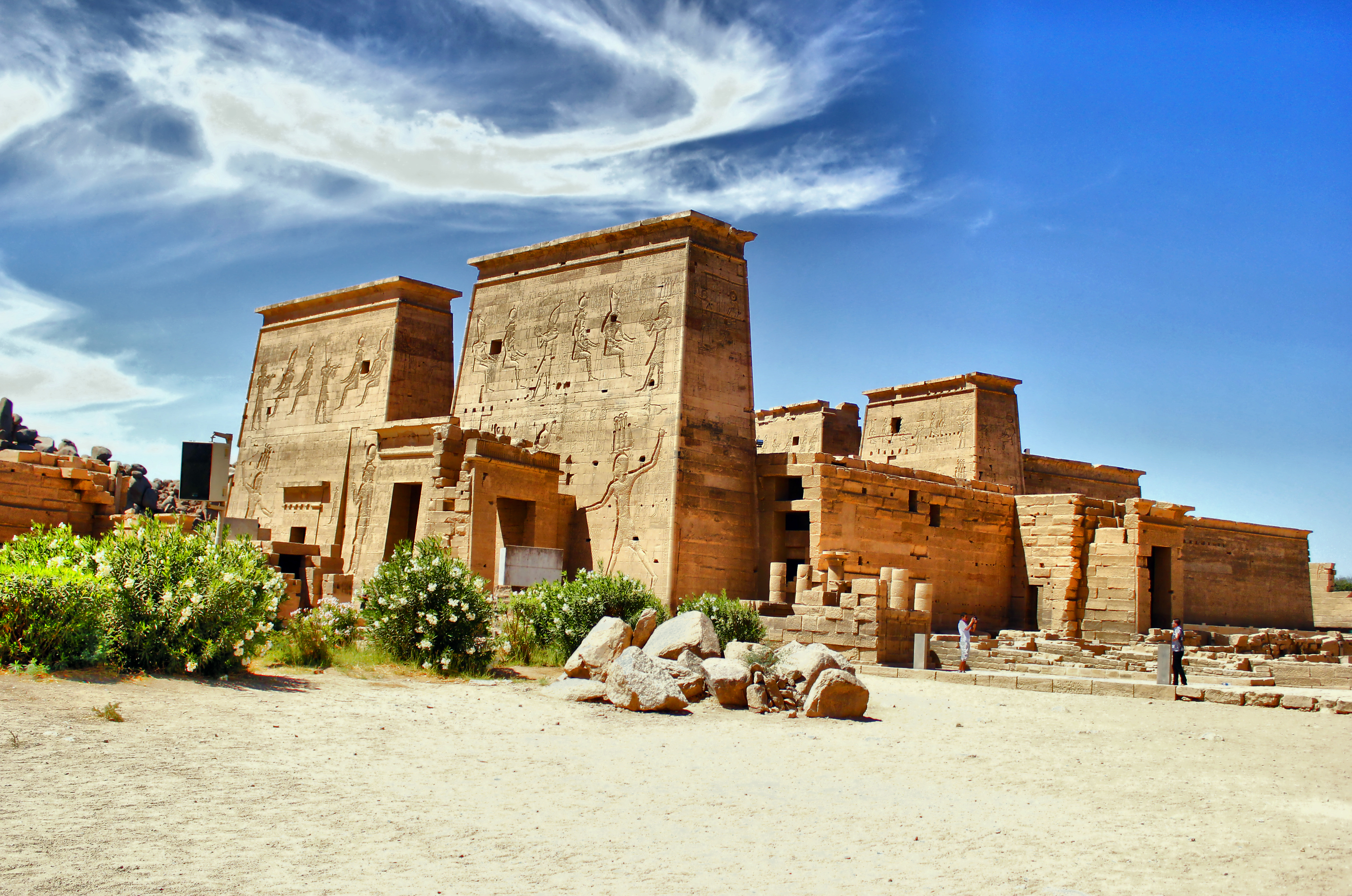
Храм Исиды на острове Филы

Архитектура Древнего Египта — тип архитектуры цивилизации Древнего Египта, развившейся вдоль побережья Нила в условиях жаркого климата и определённого растительного мира. На протяжении многовековой истории отличается консерватизмом.
Точные археологические даты установить невозможно: при настоящем состоянии наших знаний приходится классифицировать памятники в порядке следования современных им династий или эпохам: архитектура Раннего царства, архитектура Древнего Царства, архитектура Среднего царства, архитектура Нового царства, архитектура Позднего царства и архитектура эллинистического Египта.

## Характеристики архитектуры Древнего Египта

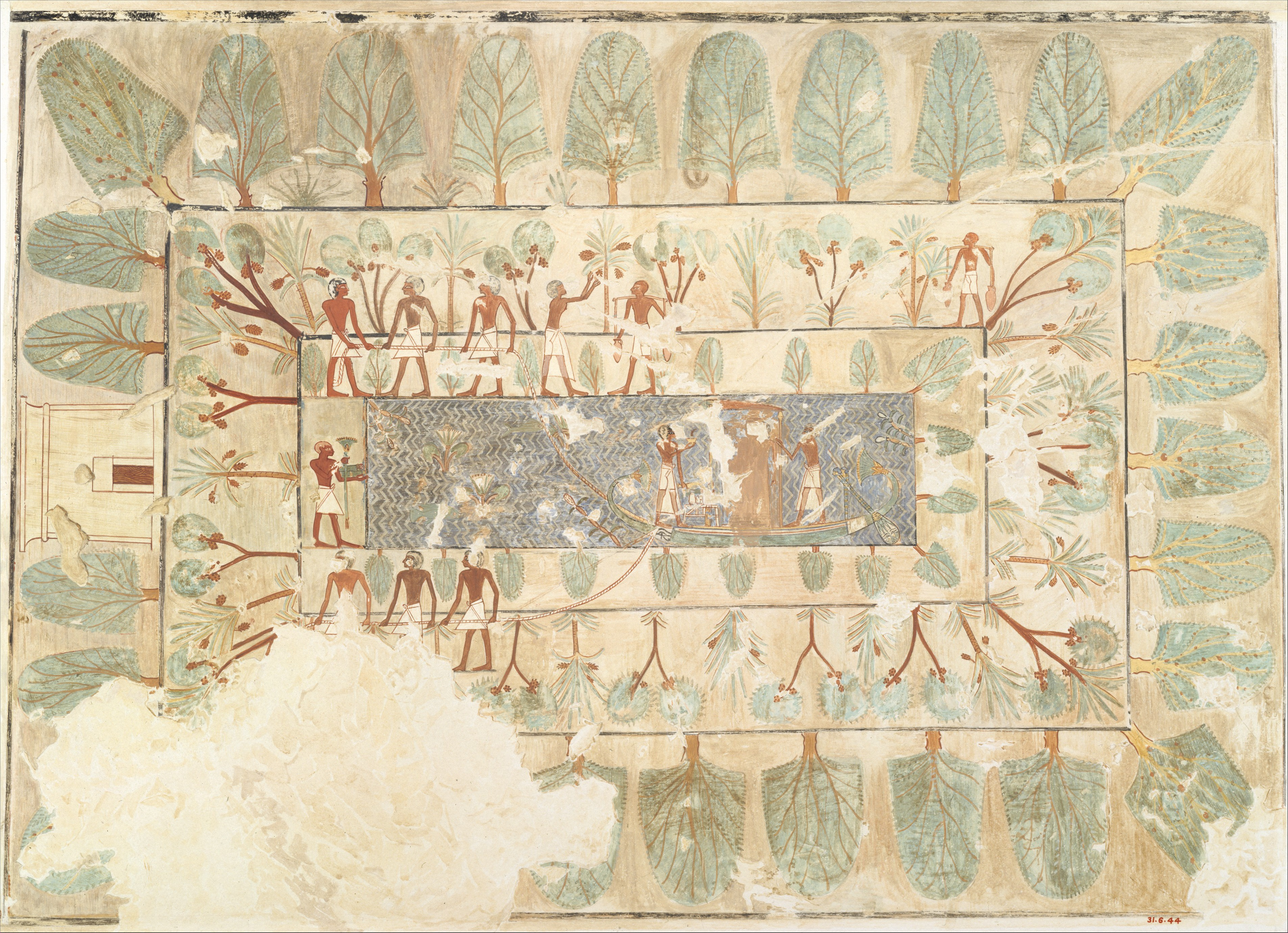
Факсимиле изображения сада Рехмира из его гробницы (TT100), ок. 1504 −1425 годы до н. э., XVIII династия, Новое царство

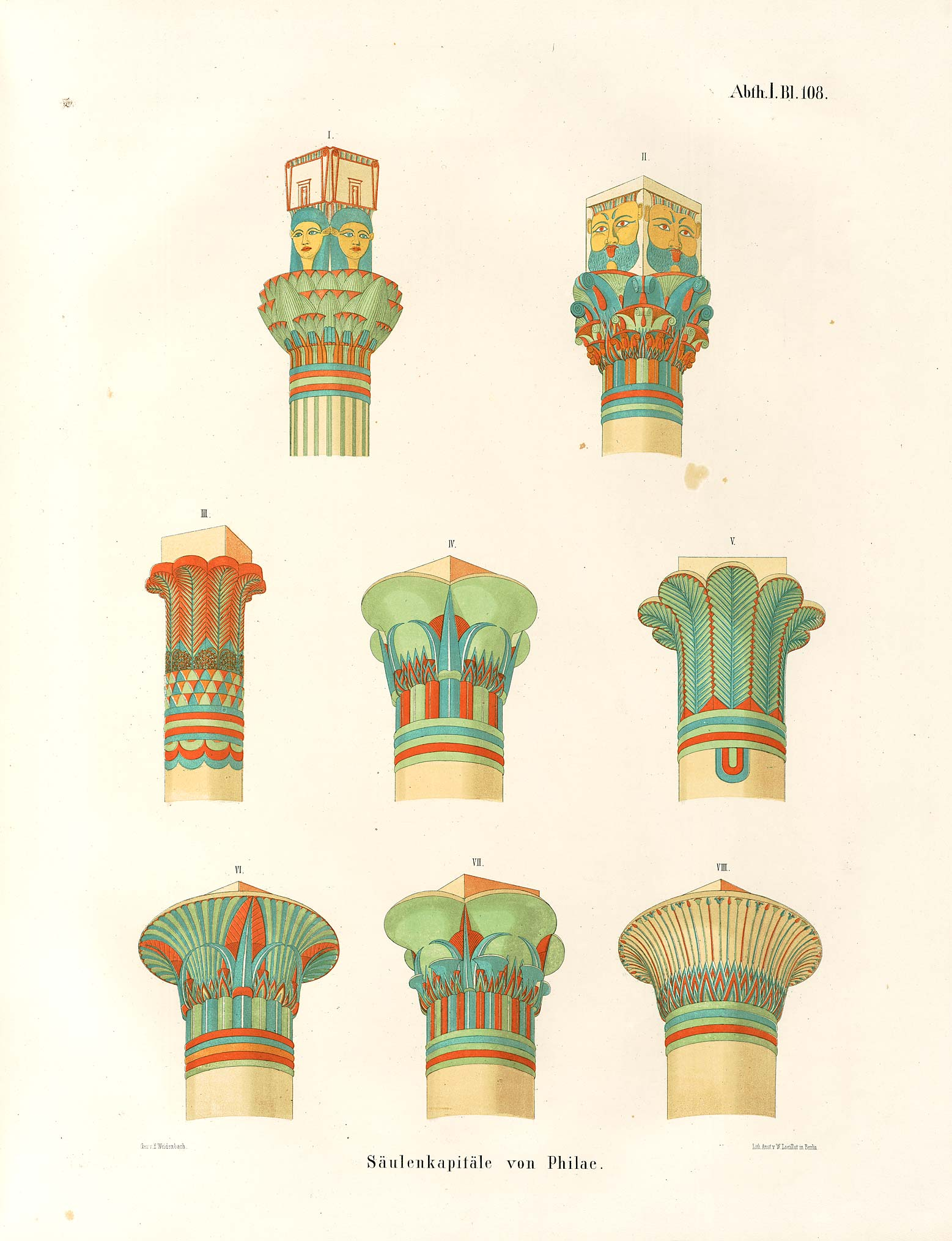
Характерные древнеегипетские капители

Древний Египет, положивший начало архитектуре, был страной, лишённой строительного леса. Деревьев было так же мало, как и в других оазисах африканской пустыни, основная растительность — пальмы, дающие дерево плохого качества, и тростник. Всё это во многом определило то, что основными строительными материалами были необожженный кирпич-сырец и камень, главным образом, известняк, добываемый в Нильской долине, а также песчаник и гранит. Камень использовался в основном для гробниц и захоронений, в то время как кирпич шёл на постройку дворцов, крепостей, зданий в окрестностях храмов и городов, а также вспомогательных сооружений для храмов.
Древнеегипетские дома строили из грязи, добываемой в Ниле. Её оставляли на солнце, чтобы она высохла и стала пригодной для строительства.
Отличительные особенности древнеегипетской архитектуры:
- внутренние дворы, сады,
- открытые навесы-галереи,
- плоские крыши, использующиеся как террасы.

Многие египетские города не сохранились до наших дней, так как располагались в зоне разливов Нила, уровень которого поднимался каждое тысячелетие, в итоге многие города были затоплены, или грязь, использованная для строительства, становилась удобрением для крестьянских полей. Новые города строились на месте старых, поэтому древние поселения и не сохранялись. Однако засушливый климат Древнего Египта сохранил некоторые сооружения из кирпича-сырца — деревня Дейр-эль-Медина, Кахун, город, достигший расцвета в Среднее царство (современный Эль-Лахун), крепостные сооружения в Бухене и Миргиссе.
Основное понимание древнеегипетской архитектуры основано на изучении религиозных памятников, сооружений наиболее сохранившихся. Судя по некоторым сохранившимся колоннам храма в Карнаке египтяне перед укладкой камня кантовали начисто лишь постели и вертикальные швы; лицевая же поверхность камней обтёсывалась по окончании постройки здания. Этим приёмом пользовались впоследствии греки. Камни клались без раствора и не скреплялись раствором. В фиванскую эпоху металлические скрепления, по-видимому, совершенно не употреблялись, и лишь изредка использовались деревянные скобы в форме ласточкиного хвоста для связи камней между собой (Мединет-Абу, Абидос) или же для скрепления давших трещину монолитов (Луксорский обелиск).
Внешние и внутренние стены, а также колонны и пирсы покрывались иероглифическими и иллюстрированными фресками и резными фигурками. Мотивы украшений египетских зданий символичны и связаны с религиозными или историческими мотивами. Также часто встречаются пальмовые листы, заросли папируса, цветы лотоса. Иероглифы использовались для описания исторических событий, войн, богов, правления фараонов.

## Архитектура Раннего царства
Памятники монументального зодчества практически не сохранились, поскольку основным строительным материалом в те годы был легко разрушавшийся кирпич-сырец. Использовались также глина, тростник и дерево, причём сочетание кирпичной облицовки и деревянных балочных перекрытий и декора является важным признаком, позволяющим отнести произведение к сфере искусства Раннего царства. Камень применялся лишь как отделочный материал. К этой эпохе относится тип дворцовых фасадов — «серех», изображения которых встречаются на стелах фараонов I династии. Черты этих сооружений нередко повторялись и в формах царских саркофагов. Культовые и мемориальные постройки сохранились лучше, чем дворцы: это, прежде всего, святилища, сердабы и мастабы. Декорирование святилищ ещё сохраняет связь с эпохой деревянного зодчества, в котором использовался орнаментальный мотив тростниковой плетёнки.
В период Раннего Царства сложились и такие приёмы оформления, как вогнутые карнизы, орнаментальные фризы (живописные или скульптурные) и оформление дверного проёма глубоким уступом.
Многие из традиций храмового зодчества отразились и в стиле мемориальных сооружений, которые были очень важны для древнеегипетской культуры в связи с решающей ролью в ней погребального культа. Погребения I—II династий сосредоточены в районе Мемфиса и Абидоса, ставшими центрами заупокойного культа. С ними связано широкое развитие типа гробниц — мастаб

## Архитектура Древнего царства

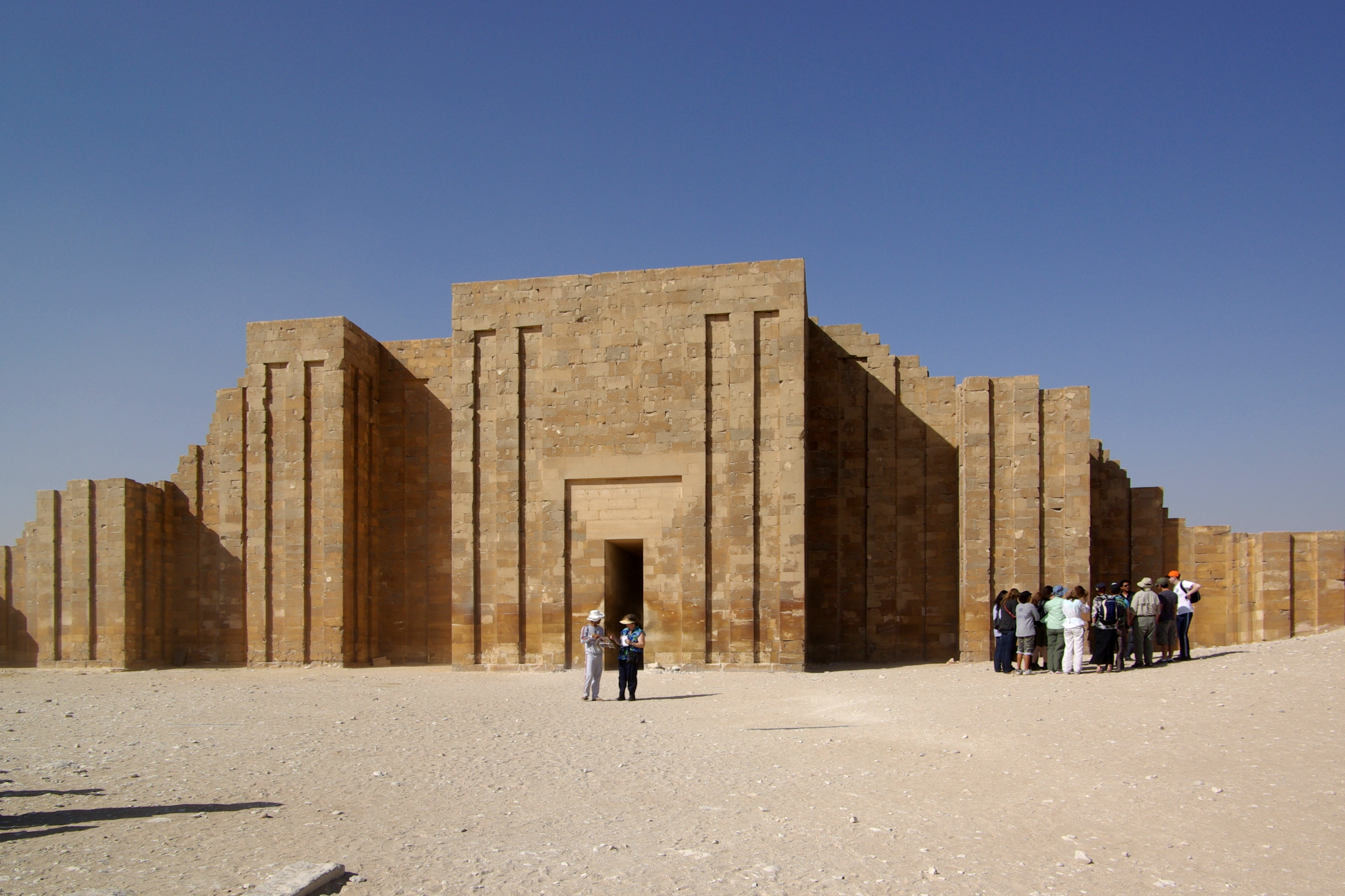
Восстановленный вход к колоннаде погребального комплекса Джосера в Саккаре

Приблизительно в XXX веке до н. э. фараоном I династии Нармером, или Менесом, были объединены в единое государство Верхний и Нижний Египет со столицей в Мемфисе.
Создание мощного централизованного государства под властью фараона, который считается сыном бога Ра, продиктовало и основной тип архитектурного сооружения — гробницу, внешними средствами передающую идею его божественности. Наивысшего подъёма Египет достигает при правителях III и IV династий. Создаются самые большие по размерам царские гробницы-пирамиды, над сооружениями которых десятками лет трудились не только рабы, но и крестьяне. Этот исторический период нередко называют «временем пирамид», и его легендарные памятники не были бы созданы без блестящего развития в Египте точных наук и ремёсел.
Одним из ранних памятников монументальной каменной архитектуры является ансамбль погребальных сооружений фараона III династии Джосера. Он возведён под руководством египетского зодчего Имхотепа и отражал замысел самого фараона (впрочем, этот замысел несколько раз претерпевал существенные изменения). Отказавшись от традиционной формы мастабы, Имхотеп остановился на пирамиде с прямоугольным основанием, состоящей из шести ступеней. Вход находился с северной стороны; под основанием были высечены подземные коридоры и шахта, на дне которой располагалась погребальная камера. В заупокойный комплекс Джосера входили также южная гробница-кенотаф с примыкающей к ней молельней и двор для обряда хеб-сед (ритуального возрождения жизненной силы фараона в беге).
Ступенчатые пирамиды возводили и другие фараоны III династии (пирамиды в Медуме и Дахшуре); одна из них имеет ромбовидные контуры.

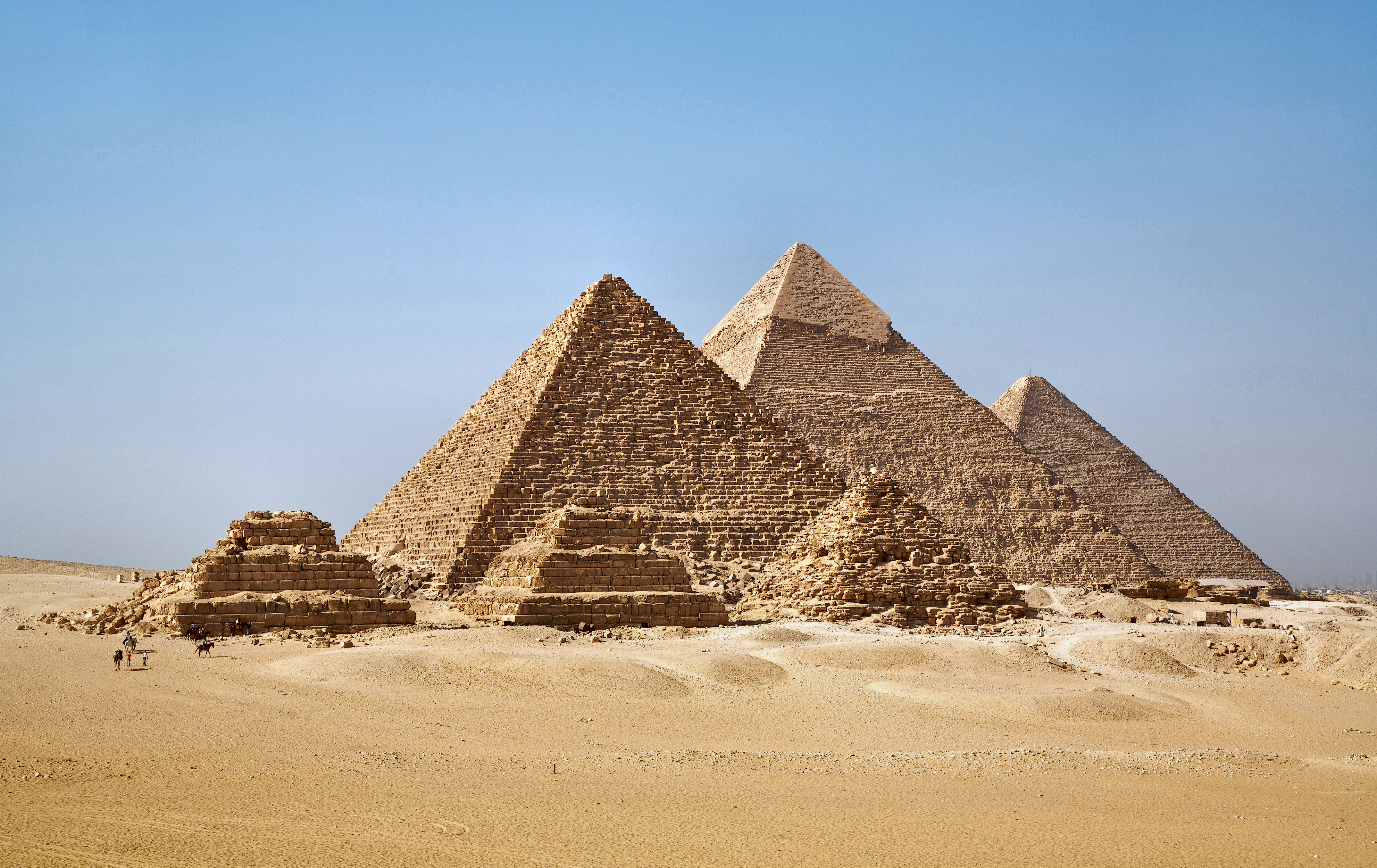
Пирамиды Гизы

Совершенное выражение идея гробницы-пирамиды нашла в усыпальницах, выстроенных в Гизе для фараонов IV династии — Хеопса (Хуфу), Хефрена (Хафра) и Микерина (Менкаура), которые ещё в древности считались одним из чудес света. Самая большая из них создана зодчим Хемиуном для фараона Хеопса. При каждой пирамиде возводился храм, вход в который находился на берегу Нила и соединялся с храмом длинным крытым коридором. Вокруг пирамид рядами располагались мастабы. Пирамида Микерина осталась незавершённой и достраивалась сыном фараона не из каменных блоков, а из кирпича.
В погребальных ансамблях V—VI династий основная роль переходит к храмам, которые отделываются с большей роскошью.
К концу периода Древнего царства появляется новый тип здания — солнечный храм. Его строили на возвышении и обносили стеной. В центре просторного двора с молельнями ставили колоссальный каменный обелиск с вызолоченной медной верхушкой и огромным жертвенником у подножья. Обелиск символизировал священный камень Бен-Бен, на который по преданию взошло солнце, родившееся из бездны. Как и пирамиды, солнечный храм соединялся крытыми переходами с воротами в долине. К числу наиболее известных солнечных храмов принадлежит храм Ниусерра в Абидосе.

## Архитектура Среднего царства
В 2050 году до н. э. Ментухотеп I вновь объединил Египет и восстановил единую власть фараонов под эгидой Фив. Столетия, отделяющие эпоху Среднего царства от времени заката Древнего царства, много значили в духовной жизни египтян. Распад страны, войны, упадок центра и божественной власти фараона — всё это создало почву для развития индивидуализма.
Индивидуализм египтян проявился прежде всего в том, что каждый стал заботиться о собственном бессмертии. Теперь уже не только фараон и вельможная знать, но и простые смертные стали претендовать на привилегии в потустороннем мире. Так возникла идея равенства после смерти, что сразу же отразилось на технической стороне культа умерших. Он очень упростился. Стали излишней роскошью гробницы типа мастаба. Для обеспечения вечной жизни было уже достаточно одной стелы — каменной плиты, на которой были написаны магические тексты и все, что требовалось умершему в загробном мире.
Однако фараоны продолжали строить гробницы в виде пирамид, желая подчеркнуть законность обладания престолом. Правда это были уже не те пирамиды, что возводились в эпоху Древнего царства: размеры их значительно уменьшились, материалом для строительства служили не двухтонные блоки, а кирпич-сырец, изменился и способ кладки. Основу составляли восемь капитальных каменных стен, расходившихся радиусами от центра пирамиды к её углам и середине каждой из сторон. От этих стен под углом в 45 градусов отходили другие восемь стен, а промежутки между ними заполнялись обломками камня, песком, кирпичом. Сверху пирамиды облицовывались известняковыми плитами, соединявшимися друг с другом деревянными креплениями. Так же, как и в Древнем царстве, к восточной стороне пирамиды примыкал верхний заупокойный храм, от которого шёл крытый переход к храму в долине. В настоящее время эти пирамиды представляют собой груды развалин.

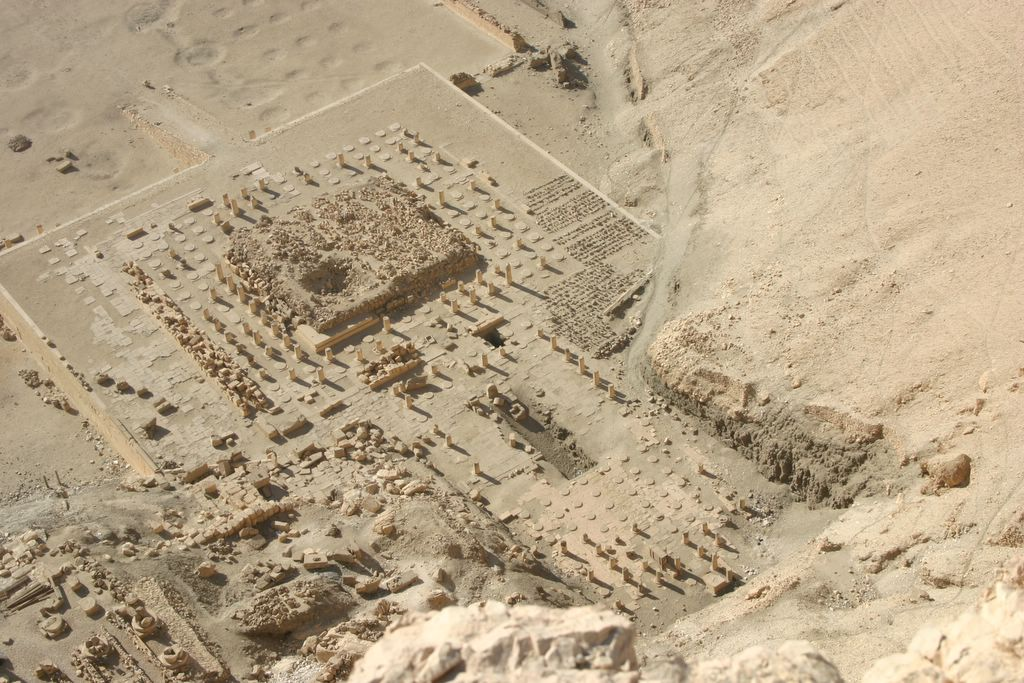
Заупокойный храм фараона Ментухотепа II

Наряду с пирамидами, которые по сути копировали пирамиды Древнего царства, появился новый тип погребальных сооружений, сочетавший в себе традиционную форму пирамиды и скальную гробницу. Наиболее значительным из подобных памятников была усыпальница царя Ментухотепа II в Дейр-эль-Бахри. К ней из долины вела ограждённая каменными стенами дорога в 1200 метров длиной и 32 метра шириной. Главную часть усыпальницы составлял заупокойный храм, оформленный портиком; по центру пандус вел на вторую террасу, где второй портик окружал с трех сторон колонный зал, в центре которого возвышалась сложенная из каменных глыб пирамида. Её основанием служила естественная скала. С западной стороны находился открытый двор, оформленный портиками, с выходами в колонный зал и святилище, вырубленное в скале. Гробница фараона размещалась под колонным залом.
Значительным сооружением эпохи Среднего царства является и заупокойный комплекс фараона Аменемхета III в Хавара. Пирамида сложена из кирпича и облицована известняком, погребальная камера высечена из цельной глыбы отполированного жёлтого кварцита. Особую известность получил заупокойный храм при пирамиде. Этот храм вошёл в историю культуры под названием лабиринта. Храм занимал площадь в 72000 квадратных метра и делился двумя рядами колонн на три нефа, из которых центральный был выше боковых и освещался через различные проёмы в верхней части стен.
Лабиринт считается самым выдающимся из множества многоколонных храмов, построенных в период Среднего царства. Колонны его были стилизованы под растительные формы, что соответствовало символике храма как дома божества — солнца, которое, по одной из египетских легенд, родилось из цветка лотоса. Чаще всего колонны имитировали связку стеблей папируса, были также колонны с растительной капителью, изображающие цветок папируса или лотоса. Все колонны богато украшали цветным орнаментом и позолотой. Между капителью и тяжёлым перекрытием египтяне помещали значительно меньшую по размерам плиту абак, незаметную снизу, в результате чего, казалось, что потолок, расписанный под звёздное небо с золотыми звёздами, парит в воздухе.
Наряду с традиционными для египетского зодчества колоннами, появилась новая форма колонны с каннелированным стволом и трапециевидной капителью. Некоторые исследователи считают их прообразом дорического ордера, но эти довольно неопределённые совпадения могут оказаться случайными.

## Архитектура Нового царства
Ведущую роль в архитектуре и искусстве Нового царства начинают играть Фивы. За короткий срок в них строятся пышные дворцы и дома, великолепные храмы, которые преобразили вид Фив. Слава города сохранялась в течение многих веков.
Строительство храмов велось в трёх основных направлениях: возводились наземные, скальные и полускальные храмовые комплексы.

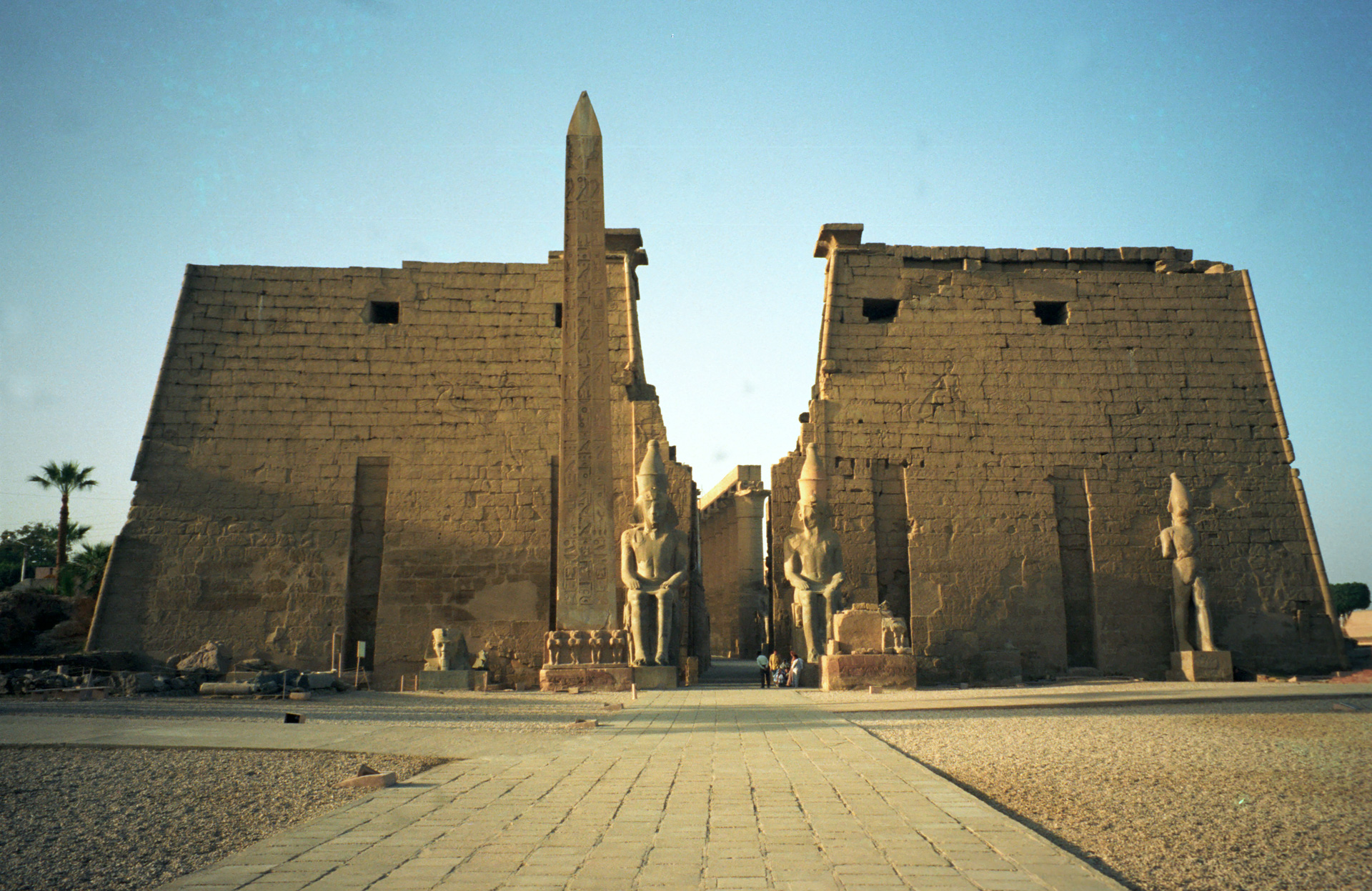
Ворота Луксорского храма

Наземные храмы представляли собой втянутый в плане прямоугольник, окружённый высокой массивной стеной, к воротам которой вела от Нила широкая дорога, украшенная по обеим сторонам статуями сфинксов. Вход в храм оформляли пилоном, с внутренней стороны которого две лестницы вели на верхнюю платформу. К наружной стороне пилона прикрепляли высокие деревянные мачты с флагами, а перед ними воздвигали гигантские статуи фараона и позолочённые обелиски. Вход вёл в открытый, обнесенный колоннадой двор, заканчивающийся портиком, построенным немного выше уровня двора. В центре двора находился жертвенный камень. За портиком располагался гипостиль, а за ним, в глубине храма — молельня, состоящая из нескольких помещений: в центральном на жертвенном камне находилась священная ладья со статуей главного бога, в остальных двух — статуи богини-жены и статуи бога-сына. Вокруг молельни по периметру тянулся обходной коридор, из которого дверные проемы вели в дополнительные залы, храмовую библиотеку, хранилища для статуй, комнаты для специальных ритуалов.
К подобному типу храмов относятся оба храма Амона в Фивах — Карнакский и Луксорский.

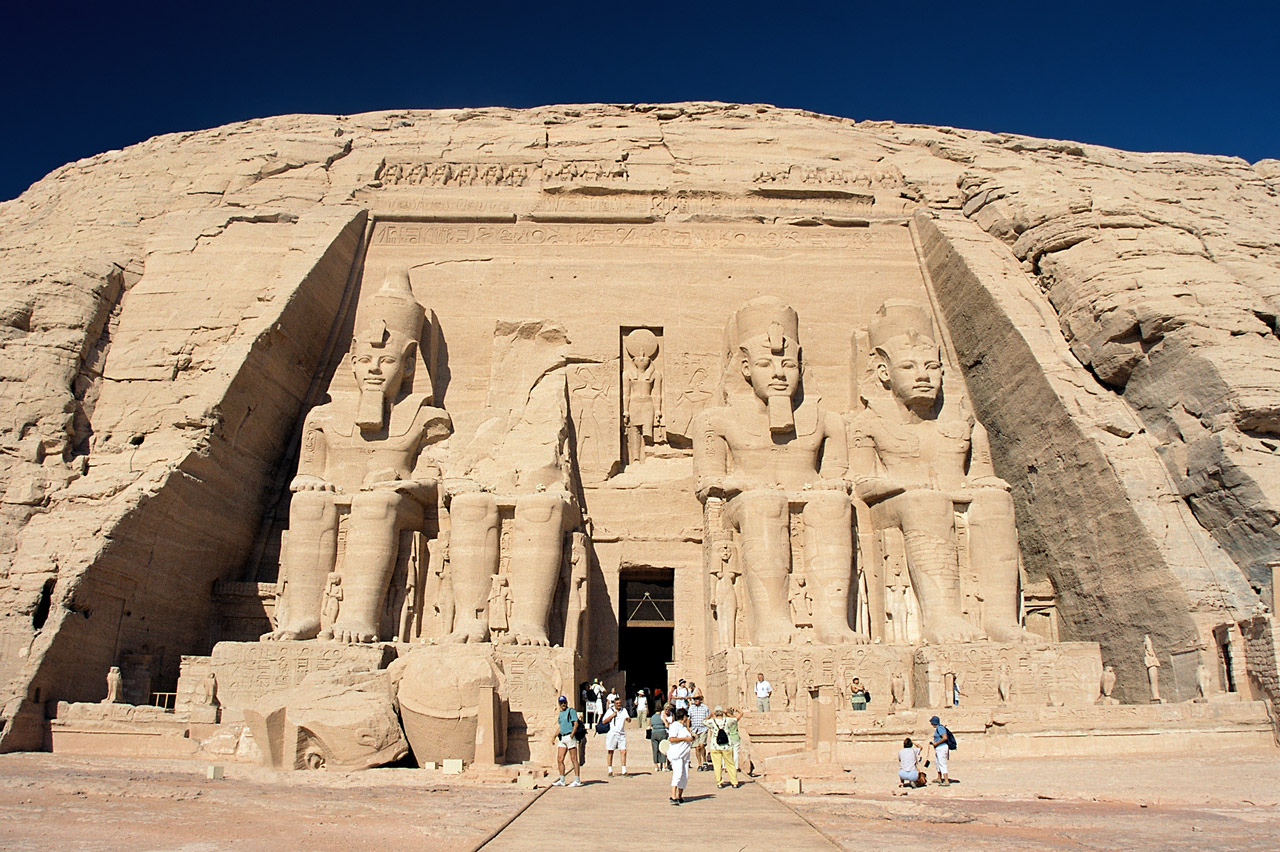
Фасад храма Рамзеса II в Абу-Симбеле

Скальные храмовые комплексы представляют собой перевёрнутую букву «Т». Фасад храма вырубали в наружной части скалы, все остальные помещения шли вглубь. Примером храма такого типа может служить храм Рамсеса II в Абу-Симбеле. Ансамбль состоит из двух сооружений: Большого храма и Малого. Большой был посвящён фараону и трём богам: Амону, Ра, и Птаху. Малый воздвигли в честь богини Хатхор, образ которой совпадал с образом жены Рамзеса II Нефертари.
Существенным нововведением архитектуры нового царства стало отделение гробницы от заупокойного храма. Первым фараоном, нарушившим традицию, стал Тутмос I, решивший захоронить своё тело не в пышной гробнице заупокойного храма, а в высеченной в отдаленном ущелье гробнице, в так называемой «Долине Царей».

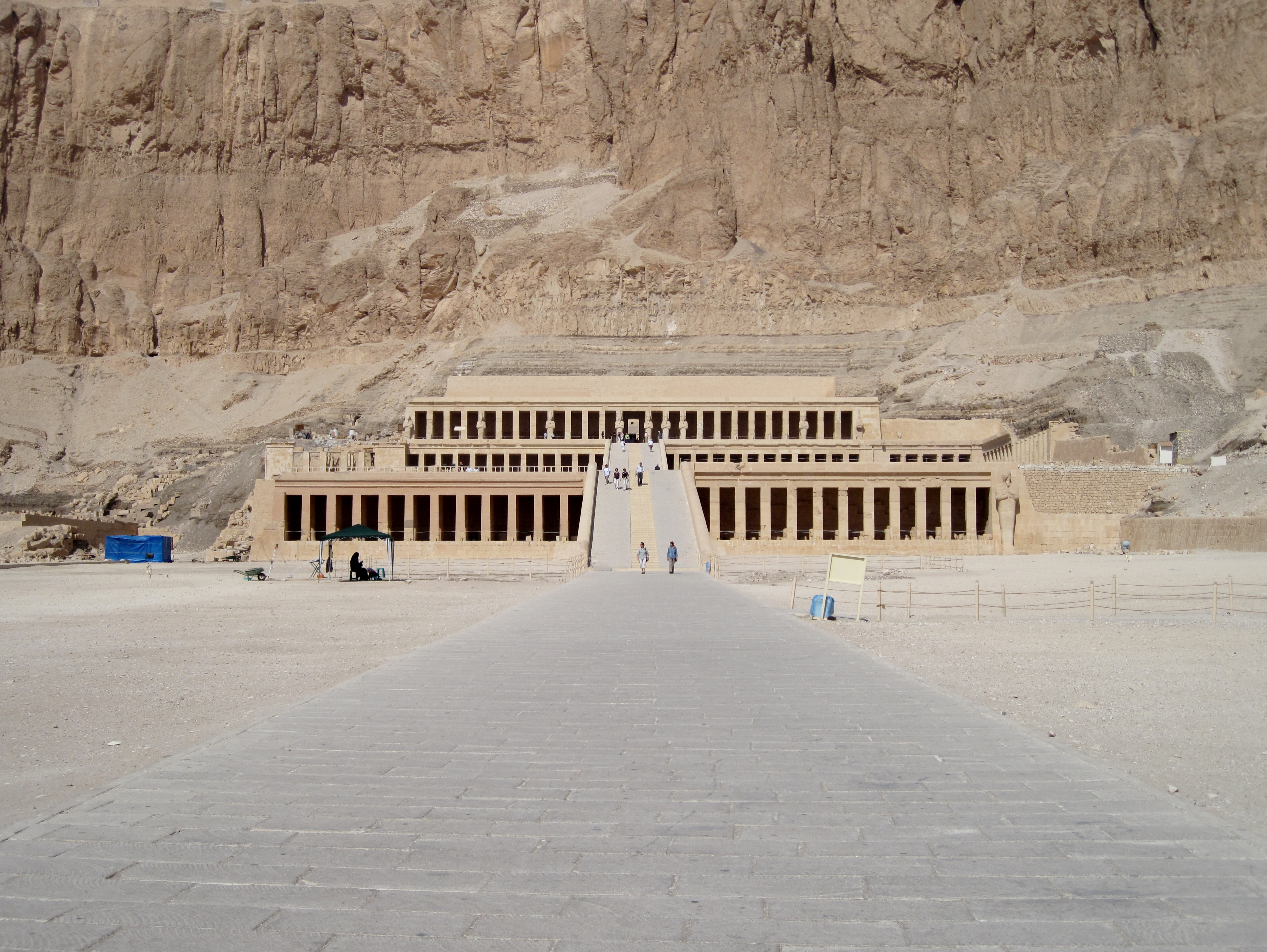
Заупокойный храм Хатшепсут Джесер-Джесеру

Примером полускального заупокойного храма может служить храм царицы Хатшепсут в Дейр-эль-Бахри. Она построила свой храм рядом с храмом фараона Ментухотепа II. Её храм превосходил храм Ментухотепа и размером, и богатством декора. Он представлял собой сочетание трех поставленных друг на друга кубов. Оформление фасадов строилось на чередовании горизонталей террас с вертикалями колоннад. В нижнем ярусе помещался портик, занимающий всю длину восточной стены и разделенный посередине пандусом. На вторую террасу вела лестница, визуально являющаяся продолжением пандуса.

### Амарнское искусство
После прихода к власти Эхнатона ведётся строительство храмов, посвящённых Атону. Храмы, как и раньше, были ориентированы с запада на восток, а их территория обнесена стенами. Вход оформляли невысокими пилонами с мачтами. Построены они были из кирпича, поэтому до наших дней не сохранились.
Отличительной особенностью амарнской архитектуры был Gem-Pa-Aten (Найденный Атон) — отказ в храмах от крыши, поддерживаемой многочисленными колоннами (традиционно для храмов Нового царства), чтобы сделать общение с солнечным божеством более открытым и прямым. Традиционно божественная статуя божества хранилась вдали от глаз простых обывателей, в атонизме такой статуи не было вовсе — её заменяло солнце само по себе.

## Архитектура Позднего Царства

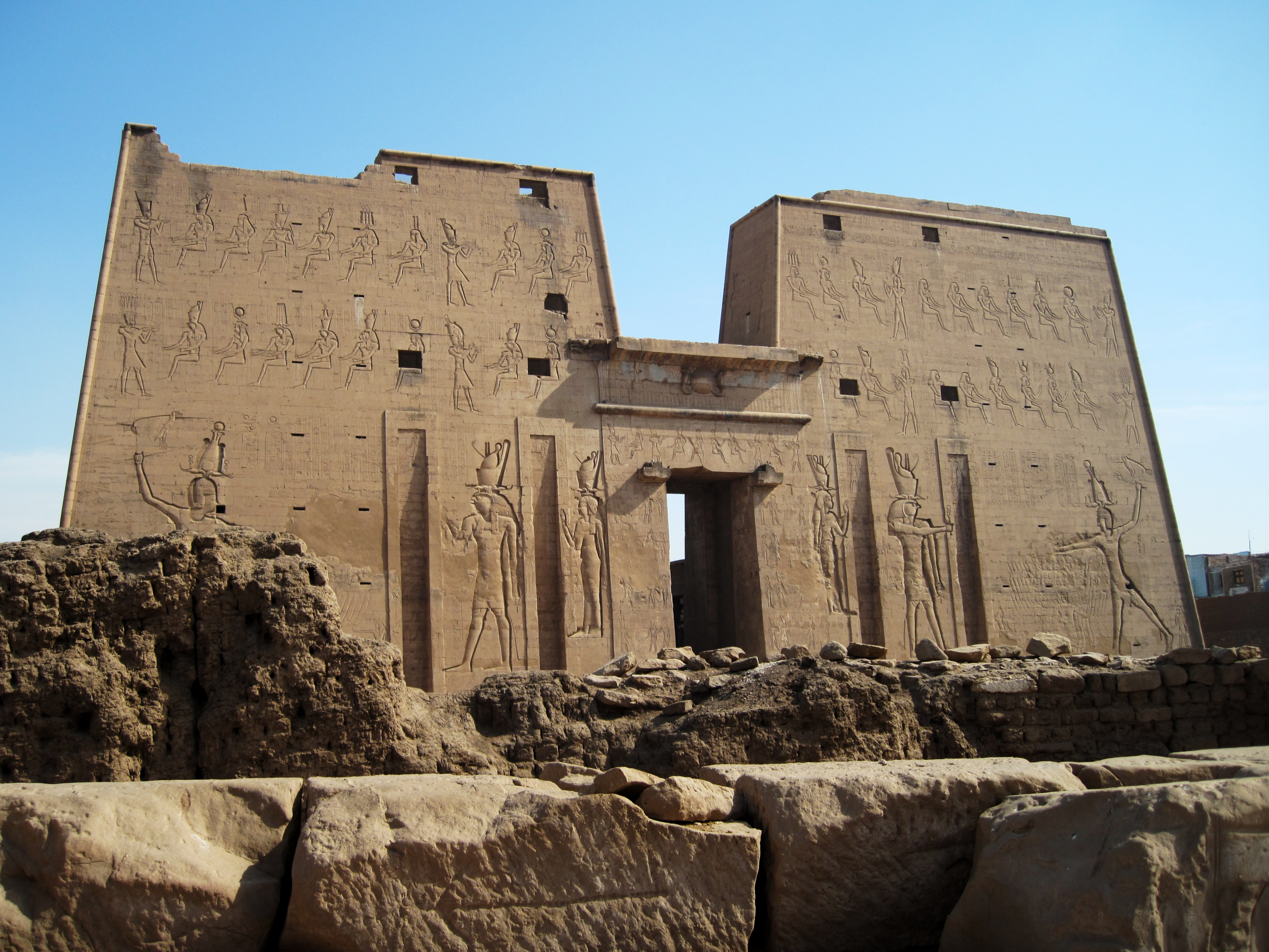
Храм бога Гора в Эдфу

В Древнем Египте этого времени заметно усиливается власть фиванского жречества при значительном ослаблении роли царского единодержавия. Бразды государственного правления в 1085 году до н. э. перешли к Смендесу, выходцу из сословия жрецов; затем троном овладели представители ливийской знати (основатель династии — правитель Шешонк I, вновь ненадолго объединивший Египет), которых сменяют династии Куша, Эфиопии и Ассирии. Новое объединение страны в так называемый саисский период сменяется персидским владычеством. Персидские правители, основавшие XXVII династию, правили вплоть до вступления в Египет Александра Македонского.
В подражание великим царям многие из правителей позднего периода вели строительство в Карнаке (например, современный вход в храм Амона возведен при фараоне Шешонке I; сохранилась и колоннада фараона Тахарки). В период владычества Куша строятся кирпичные гробницы в форме пирамид. Постройки в целом сохраняют ориентацию на классические традиции.
С эпохи XXVI династии Фивы утрачивают своё политическое и художественное значение, и новой столицей Египта становится город Саис. Архитектурные памятники саисского периода почти не сохранились. В немногих известных комплексах присутствуют наземные и скальные сооружения, а также применяются некоторые элементы храмовой архитектуры — гипостили, пилоны, цепочки зал.
В архитектуре эпохи персидского владычества происходит постепенный отказ от типа монументальных ансамблей; храмы, по-прежнему посвященные древним богам, теперь становятся гораздо меньше по размерам. Сохраняется тип классической колоннады времен Нового царства, но при этом заметно возрастает пышность и детальная разработка декора.
После завоевания Египта греками происходит неотвратимый, но весьма продуктивный для искусства синтез местной художественной культуры с традициями античности. Своеобразие нового синтезирующего стиля демонстрируют храм Птолемея III в Карнаке, храм Гора в Эдфу и комплекс Исиды на о. Филэ, названный Геродотом «жемчужиной Египта».

## Выдающиеся архитекторы Древнего Египта
- Имхотеп
- Хемиун
- Инени
- Сенмут